# Saint-Hilaire-en-Morvan
Saint-Hilaire-en-Morvan település Franciaországban, Nièvre megyében. Lakosainak száma 219 fő (2022. január 1.). Saint-Hilaire-en-Morvan Châtin, Saint-Léger-de-Fougeret, Château-Chinon, Château-Chinon, Corancy, Dommartin és Sermages községekkel határos.

## Népesség
A település népessége az elmúlt években az alábbi módon változott:
| Lakosok száma | 211  | 213  | 224  | 220  | 219  | 217  | 215  | 217  | 219  |
|               | 2013 | 2015 | 2016 | 2017 | 2018 | 2019 | 2020 | 2021 | 2022 |